# E-40
Earl Stevens (nascido em 15 de Novembro de 1967), mais conhecido pelo seu nome artístico E-40, é um rapper norte-americano de Vallejo, California. Sabe-se que o nome artístico que Earl carrega é o resultado do fato dele "beber muita cerveja". Ele também é parte do grupo de rap da área da baía de São Francisco The Click e é o fundador da Sick Wid It Records. Em 1995 E-40 lançou o primeiro álbum de sucesso, In a Major Way, que o tornou bem conhecido nas ruas da California. Em 2006 sua fama veio a crescer mais ainda com o single "Tell Me When to Go", que foi produzido por Lil Jon, seguido do álbum My Ghetto Report Card, que o tornou um rapper de reconhecimento nacional.

## Biografia
Depois de um show de talentos na Grambling State University, E-40 e seu primo B-Legit decidiram tentar uma carreira no rap. Juntos com sua irmã Suga-T, eles lançaram seu hit "Capitain Save a Hoe". Eles voltaram para Vallejo e uniram-se com D-Shot, irmão de E-40, para formar o grupo MVP ou Most Valuable Players. O tio de E-40 que cantava gospel (Saint Charles) ajudou a lançar a música. A irmã de E-40, Suga T, foi então adicionada ao grupo para formar o The Click.
Seu primeiro álbum de sucesso foi In a Major Way, lançado em 1995, com participações de Tupac Shakur, Spice 1 e Mac Mall. Foi bem recebido pela crítica e ganhou a certificação de platina.
Apesar de ter um grande número de fãs na Bay Area e na West Coast, E-40 não teve uma audiência em escala nacional, então só dois de seus singles lançados durante seu contrato com a Jive entraram na Billboard Hot 100, "1-Luv" e "Things'll Never Change". Ele tem trabalhado quase exclusivamente com rappers da Bay Area até 1997, quando lançou a compilação de dois discos Southwest Riders, apresentando exclusivamente rappers da Bay Area e do Sul. Suas colaborações com rappers sulistas continuaram em 1998, quando apareceu no álbum Lost de Eightball e MP da Last Don de Master P.

### Anos 2000-2011
Em 2003, E-40 começou a apresentar E-Feezy Radio, um programa semanal da rádio de hip hop de São Francisco KMEL voltado para o hip hop da Bay Area. KMEL apresentou o programa regularmente até 2008. Depois de seu contrato com a Jive Records expirarar, o rapper assinou com a BME Recordings de Lil Jon e com a Warner Bros. Records. Seu single "Tell Me When to Go", com a participação do rapper de Oakland Keak Da Sneak, se tornou bem popular nos Estados Unidos e popularizou o Hyphy, estilo de rap semelhante ao Crunk originário da Bay Area. E-40 apareceu na MTV e na BET. A MTV também fez um especial sobre E-40 chamado My Block: The Bay. Ele depois lançou o single "U and Dat", com a participação de T-Pain e Kandi, que ficou na 13ª posição da Billboard Hot 100, a maior posição que um single dele chegou. Seu nono álbum My Ghetto Report Card lançado em 14 de Março de 2006 estreou na 1ª posição da Billboard R&B/Hip-Hop Albums e na 3ª posição da Billboard 200. É seu álbum que ficou mais perto da primeira posição da Billboard 200.
E-40 apareceu na faixa Dat's My Part, do álbum The Outsider do DJ Shadow. Em 2006, ele apareceu na faixa "Jellysickle", do álbum Everready: The Religion do rapper Tech N9ne. No mesmo, 40 apareceu no remix oficial de It's Okay (One Blood) do rapper The Game, juntamente com outros 24 MCs. Em 2008, seu álbum The Ball Street Journal foi lançado, com Wake It Up em parceria com Akon como o primeiro single. "Got Rich Twice" em parceria com Turf Talk foi o segundo single.
Em 2009, E-40 apareceu na faixa "Santana DVX" do álbum Incredibad da banda The Lonely Island. Apareceu no álbum I'm Not A Fan, But The Kids Like It! do BrokeNCYDE, na faixa "Booty Call". Ele também apareceu na "Kush Is My Cologne" (com Bun B e Devin the Dude) no álbum The State vs. Radric Davis do rapper Gucci Mane.
Em 30 de Março de 2010, E-40 lançou dois álbuns intitulados Revenue Retrievin': Day Shift e Revenue Retrievin': Night Shift.
Em 29 de Março de 2011, 40 lançou mais dois álbuns, Revenue Retrievin': Overtime Shift e Revenue Retrievin': Graveyard Shift.
Em Novembro de 2010, E-40 e Too Short anunciaram um álbum colaborativo com lançamento previsto para o inverno de 2012 chamado The History Channel.

### 2011-Presente
Em 2012 E-40 lançará três álbuns: The Blcok Brochure séries 1, 2 e 3 e também uma colaboração com Too Short.

## Discografia
| Ano  | Título                                                   | Posição nas paradas | Posição nas paradas | Certificações      |
| Ano  | Título                                                   | U.S.                | U.S. R&B            | Certificações      |
| ---- | -------------------------------------------------------- | ------------------- | ------------------- | ------------------ |
| 1991 | Mr. Flamboyant (EP)                                      | –                   | –                   |                    |
| 1992 | Federal                                                  | –                   | 80                  |                    |
| 1994 | The Mail Man (EP)                                        | 131                 | 13                  |                    |
| 1995 | In a Major Way                                           | 13                  | 2                   | - (RIAA) - Platina |
| 1996 | Tha Hall of Game                                         | 4                   | 2                   | - (RIAA) - Ouro    |
| 1998 | The Element of Surprise                                  | 13                  | 4                   | - (RIAA) - Ouro    |
| 1999 | Charlie Hustle: The Blueprint of a Self-Made Millionaire | 28                  | 2                   |                    |
| 2000 | Loyalty and Betrayal                                     | 18                  | 4                   |                    |
| 2002 | Grit & Grind                                             | 13                  | 5                   |                    |
| 2003 | Breakin' News                                            | 16                  | 4                   |                    |
| 2005 | E-40 Presents The Bay Bridges                            | -                   | -                   |                    |
| 2006 | My Ghetto Report Card                                    | 3                   | 1                   | - (RIAA) - Ouro    |
| 2008 | The Ball Street Journal                                  | 42                  | 6                   |                    |
| 2010 | Revenue Retrievin': Day Shift                            | 47                  | 15                  |                    |
| 2010 | Revenue Retrievin': Night Shift                          | 49                  | 17                  |                    |
| 2011 | Revenue Retrievin': Overtime Shift                       |                     |                     |                    |
| 2011 | Revenue Retrievin': Graveyard Shift                      |                     |                     |                    |